# زجدة (الخبت)

تعديل مصدري - تعديل

زجدة هي إحدى قرى عزلة نمرة بمديرية الخبت التابعة لمحافظة المحويت، بلغ تعداد سكانها 678 نسمة حسب تعداد اليمن لعام 2004.